# Biruta

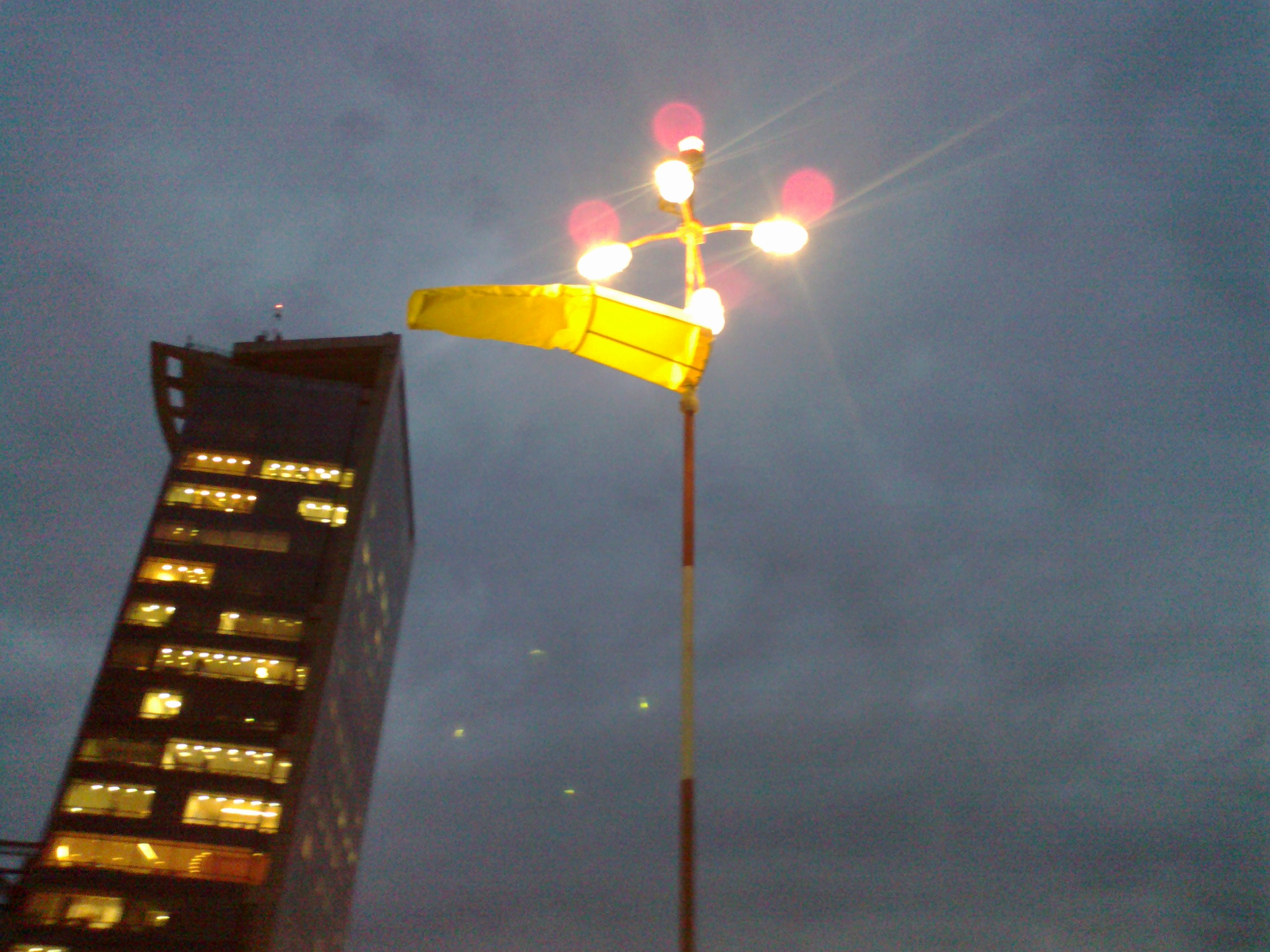
Biruta Completa

Wind direction indicator (WDI), também denominado windsock, indicador de direção do vento, indicador visual de condições de vento, biruta (português brasileiro) ou manga de vento (português europeu) é um mecanismo capaz de sinalizar o sentido de deslocamento do vento.
O mecanismo é constituído por um cone de tecido que contém duas aberturas opostas, das quais a maior fica acoplada a um aro de metal. É muito usado em aeródromos para orientar os pilotos durante as decolagens e aterrissagens das aeronaves, pois a execução dessas manobras é facilitada quando realizada em sentido contrário ao do deslocamento do vento. O mecanismo também é útil para outros profissionais da atividade aeronáutica, tais como meteorologistas, rádio-operadores de telecomunicações aeronáuticas e controladores de tráfego aéreo. Ainda, os profissionais do Serviço de Informação Aeronáutica (AIS) utilizam a abreviatura "WDI" no jargão cotidiano e para a expedição de NOTAM.
Além de indicar o sentido de deslocamento do vento, os WDI também fornecem uma informação subjetiva da velocidade do vento: se o cone estiver horizontalmente ereto, o vento está "forte"; se o cone estiver inclinado, o vento está "fraco"; se o cone estiver caído (posição vertical), não há vento.